# 대한민국 민법 제466조
대한민국 민법 제466조는 대물변제에 대한 민법 채권법 조문이다.

## 조문
제466조(대물변제) 채무자가 채권자의 승낙을 얻어 본래의 채무이행에 가름하여 다른 급여를 한 때에는 변제와 같은 효력이 있다.

第466條(代物辨濟) 債務者가 債權者의 承諾을 얻어 本來의 債務履行에 가름하여 다른 給與를 한 때에는 辨濟와 같은 效力이 있다.

## 참고 문헌
- 오현수, 일본민법, 진원사, 2014. ISBN 9788963463452
- 오세경, 대법전, 법전출판사, 2014 ISBN 9788926210277
- 이준현 , LOGOS 민법 조문판례집, 미래가치, 2015. ISBN 9791155020869